# Manimex
Manimex war ein belgischer Hersteller von Automobilen.

## Unternehmensgeschichte
Das Unternehmen aus Kortrijk begann 1978 mit der Produktion von Automobilen. Etwa 1983 endete die Produktion. Außerdem war das Unternehmen als Importeur für Kreidler tätig.

## Fahrzeuge
Das Unternehmen stellte Kleinstwagen her, die den Modellen von Cicostar entsprachen. Bei den Fahrzeugen handelte es sich um Dreiräder, bei denen sich das einzelne Rad vorne befand. Für den Antrieb sorgte ein Mopedmotor mit 50 cm³ Hubraum.